# یخ اسفنجی

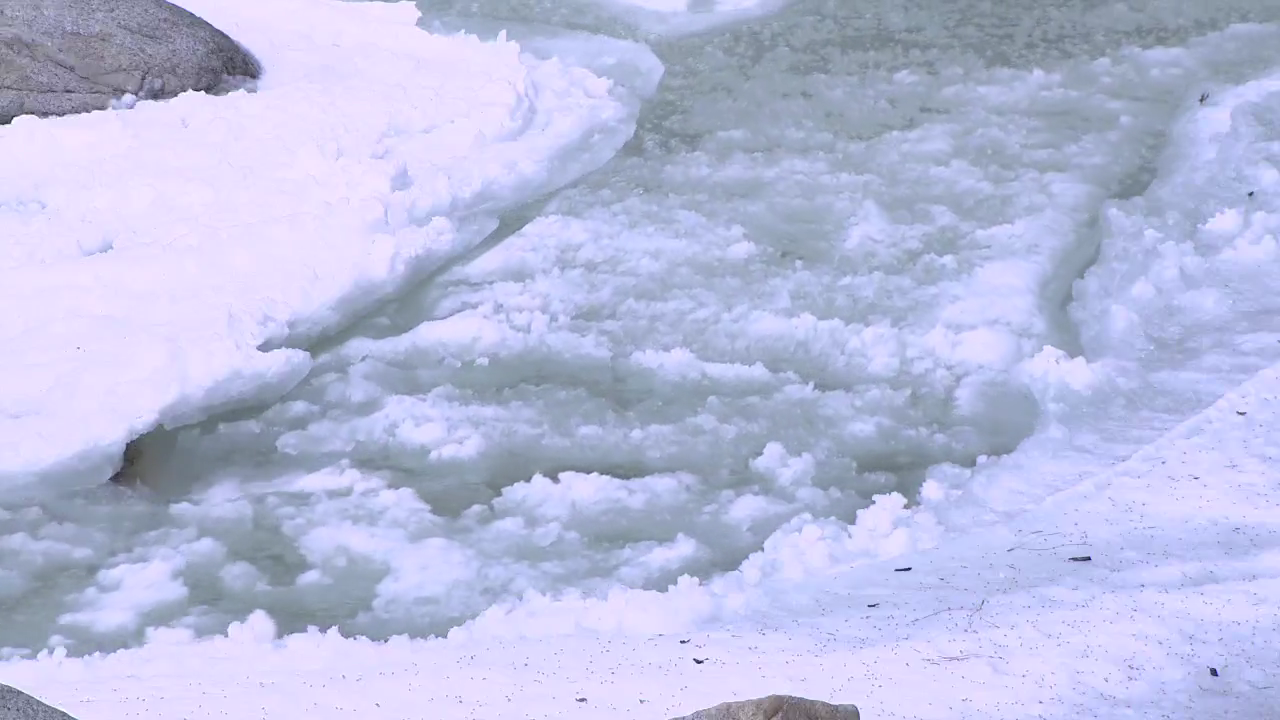
یخ اسفنجی در جویبار یوسمیتی.

یخ اسفنجی یا خاکه‌یخ (انگلیسی: Frazil ice) یخ اسفنج‌مانندی است که از بلورهای سوزنی‌شکل درست شده و از یخبندان آب خیلی سرد رودخانه‌ها و آب در حال حرکت در فرایند فراسرمایش به‌وجود می‌آید. یخ اسفنجی در مرحلهٔ آغازین تشکیل یخ در آب متلاطم دیده می‌شود.
یخ‌بلورهایی که در آب اَبَرسرد متلاطم شکل می‌گیرند و تلاطم مانع از به هم چسبیدن آن‌ها می‌شود، یخ سوزنکی یا خاکه‌بلور نام دارند. انباشت یخ‌های سوزنکی در حجمی از آب باعث ایجاد یخ اسفنجی می‌شود.
وقتی تبادل حرارت بین هوا و آب به گونه‌ای است که دمای آب بتواند پایین‌تر از نقطه انجماد آن باشد (که معمولاً در رودخانه‌ها کمتر از ۰٫۱- درجه سانتی گراد نیست). به عنوان یک قاعده کلی، چنین شرایطی ممکن است در شب‌های سرد و با آسمان صاف، زمانی که درجه حرارت هوا کمتر از ۶- درجه سانتی گراد (۲۱ درجه فارنهایت) باشد به وجود آید.